# Cyclisme aux Jeux panaméricains de 2023
Navigation
Jeux panaméricains de 2019 Jeux panaméricains de 2027
Les compétitions de cyclisme des Jeux panaméricains de 2023 se déroulent du 21 octobre au 5 novembre 2023 à Santiago, au Chili.

## Podiums hommes

### Courses sur route
| Épreuves                     | Or               | Argent            | Bronze        |
| ---------------------------- | ---------------- | ----------------- | ------------- |
| Course en ligne individuelle | Jhonatan Narváez | Eduardo Sepúlveda | Eric Fagúndez |
| Contre-la-montre individuel  | Walter Vargas    | Richard Carapaz   | Conor White   |

### Courses sur piste
| Épreuves              | Or                                                                                   | Argent                                                               | Bronze                                                                              |
| --------------------- | ------------------------------------------------------------------------------------ | -------------------------------------------------------------------- | ----------------------------------------------------------------------------------- |
| Keirin                | Kevin Quintero                                                                       | Nicholas Paul                                                        | Juan Carlos Ruiz Teran                                                              |
| Vitesse               | Nicholas Paul                                                                        | Jair Tjon En Fa                                                      | Kevin Quintero                                                                      |
| Vitesse par équipes   | Canada Tyler Rorke Nick Wammes James Hedgecock                                       | Colombie Carlos Echeverri Rubén Darío Murillo Kevin Quintero         | Mexique Jafet López Juan Carlos Ruiz Teran Edgar Verdugo                            |
| Poursuite par équipes | Canada Carson Mattern Chris Ernst Michael Foley Sean Richardson Campbell Parrish (q) | Colombie Brayan Sánchez Jordan Parra Juan Esteban Arango Nelson Soto | États-Unis Brendan Rhim Colby Lange David Domonoske Grant Koontz Anders Johnson (q) |
| Course à l'américaine | Mexique Fernando Nava Ricardo Peña                                                   | Colombie Jordan Parra Juan Esteban Arango                            | États-Unis Colby Lange Grant Koontz                                                 |
| Omnium                | Hugo Ruiz                                                                            | Ricardo Peña                                                         | Jacob Decar                                                                         |

### VTT
| Épreuves      | Or              | Argent          | Bronze       |
| ------------- | --------------- | --------------- | ------------ |
| Cross-country | Gunnar Holmgren | Martín Vidaurre | José Gabriel |

### BMX
| Épreuves      | Or                      | Argent             | Bronze                      |
| ------------- | ----------------------- | ------------------ | --------------------------- |
| BMX racing    | Kamren Larsen           | Cameron Wood       | Carlos Ramírez              |
| BMX freestyle | José Augusto Torres Gil | José Manuel Cedano | Gustavo Batista de Oliveira |

## Podiums femmes

### Courses sur route
| Épreuves                     | Or               | Argent         | Bronze               |
| ---------------------------- | ---------------- | -------------- | -------------------- |
| Course en ligne individuelle | Lauren Stephens  | Miryam Núñez   | Agua Marina Espinola |
| Contre-la-montre individuel  | Kristen Faulkner | Arlenis Sierra | Aranza Villalón      |

### Courses sur piste
| Épreuves              | Or                                                          | Argent                                                                | Bronze                                                              |
| --------------------- | ----------------------------------------------------------- | --------------------------------------------------------------------- | ------------------------------------------------------------------- |
| Keirin                | Martha Bayona                                               | Daniela Gaxiola                                                       | Dahlia Palmer                                                       |
| Vitesse               | Martha Bayona                                               | Yuli Verdugo                                                          | Mandy Marquardt                                                     |
| Vitesse par équipes   | Mexique Jessica Salazar Yuli Verdugo Daniela Gaxiola        | États-Unis Keely Ainslie Kayla Hankins Mandy Marquardt                | Canada Emy Savard Sarah Orban Jackie Boyle                          |
| Poursuite par équipes | Canada Devaney Collier Fiona Majendie Kiara Lylyk Ruby West | Mexique Lizbeth Salazar Maria Gaxiola Victoria Velasco Yareli Acevedo | Colombie Andrea Alzate Juliana Londoño Lina Rojas Marcela Hernández |
| Course à l'américaine | Colombie Lina Rojas Marcela Hernández                       | Mexique Maria Gaxiola Lizbeth Salazar                                 | États-Unis Chloe Patrick Colleen Gulick                             |
| Omnium                | Yareli Acevedo                                              | Marcela Hernández                                                     | Catalina Soto                                                       |

### VTT
| Épreuves      | Or               | Argent            | Bronze       |
| ------------- | ---------------- | ----------------- | ------------ |
| Cross-country | Jennifer Jackson | Catalina Vidaurre | Raiza Goulão |

### BMX
| Épreuves      | Or             | Argent         | Bronze         |
| ------------- | -------------- | -------------- | -------------- |
| BMX racing    | Mariana Pajón  | Molly Simpson  | Gabriela Bolle |
| BMX freestyle | Hannah Roberts | Macarena Pérez | Katherine Díaz |

## Déroulement des championnats

### 29 octobre: la course en ligne Élite messieurs
Après 157,5 kilomètres d'effort, sur les avenues de Santiago, au pied du cerro San Cristóbal, l'Équatorien Jhonatan Narváez s'impose dans un sprint en petit comité pour remporter la médaille d'or.
Un total de quarante-deux coureurs prennent le départ sur un bon rythme. Dès les premiers kilomètres, les tentatives d'échappée se multiplient surtout à l'initiative des Brésiliens, mais en vain. Dans les trente premiers kilomètres, les sélections du Venezuela et de l'Équateur sont les plus vigilantes pour annihiler toutes ces velléités de fugue, même les plus inoffensives a priori. Néanmoins, lors du deuxième tour de circuit, c'est le champion olympique Richard Carapaz qui, accompagné du Bermudien Kaden Hopkins, prend la poudre d'escampette. Il navigue plusieurs kilomètres à quinze, vingt secondes devant le peloton, obligeant les Vénézuéliens et les Argentins à entamer la poursuite et par là même leurs forces. La rampe de San Cristóbal est un terrain propice aux attaques. Ainsi, le Colombien Víctor Ocampo ou le Chilien Martín Vidaurre attaquent et créent des différences, rapidement comblées.
Plus ou moins à mi-course, lorsqu'il ne reste plus qu'une soixante-dizaine de kilomètres, l'échappée décisive se forme avec les hommes les plus forts du peloton. Les Équatoriens Jhonatan Narváez et Richard Carapaz, l'Uruguayen Eric Fagúndez, Orluis Aular (Venezuela) et l'Argentin Eduardo Sepúlveda sont, entre autres, les coureurs qui composent ce groupe sélectif. Le reste des concurrents, réparti en différents petits groupes, perd trop de temps pour rester une menace.
À environ quarante-deux kilomètres de l'arrivée, Jhonatan Narváez s'échappe dans la descente, alors qu'il reste deux tours entiers de circuit. Son avance oscille entre 36 et 40 secondes sur le groupe de favoris. Richard Carapaz et lui avaient durci le rythme de la course dans l'ascension précédente, ce qui avait permis de décrocher certains échappés et de préparer l'attaque du coureur de l'équipe Ineos Grenadiers.
La sélection argentine qui a encore deux unités devant, Eduardo Sepúlveda et Laureano Rosas, Eric Fagúndez et Orluis Aular sont les plus actifs dans la poursuite de Narváez, tandis que Carapaz reste vigilant au sein du groupe. Grâce à une débauche importante d'énergie, le groupe réduit à moins de vingt de secondes l'écart avec Jhonatan Narváez, à dix-sept kilomètres du terme. À l'ultime passage sur la ligne avant l'arrivée, l'Équatorien lève le pied et attend ses derniers contradicteurs, Nicolas Sessler (Brésil), Sepúlveda, Fagúndez, Aular, Carapaz et Vidaurre. Ce dernier surprend les observateurs en restant dans la course à la médaille alors qu'il avait attaqué très tôt dans la course.
Dans l'ultime montée au Mirador Vitacura, Eduardo Sepúlveda tente de surprendre ses adversaires et fait toute l'ascension avec quinze, vingt secondes d'avance, alors que Richard Carapaz chute dans un des virages en épingle à cheveux de la grimpée. Sans conséquence pour l'Équatorien qui reprend rapidement sa place dans le groupe.
Grâce au travail de Carapaz dans la descente et dans les kilomètres de plat qui la suit, Sepúlveda est repris à trois kilomètres du but. Le travail de Richard Carapaz ne s'arrête pas là. Il prend la tête du groupe d'échappés et insuffle un rythme soutenu jusqu'aux derniers hectomètres où son compatriote Jhonatan Narváez lance son sprint imparable. Il profite de ce que ses adversaires sont en ordre dispersé et émoussés par le tempo endiablé imprimé par Carapaz.
Le Vénézuélien Orluis Aular, grand favori d'un sprint en comité restreint, ne peut défendre ses chances, éreinté par le rythme des derniers tours. Narváez franchit la ligne en premier dans un temps de 3 h 37 min 56 s avec un avantage confortable sur Eduardo Sepúlveda. Celui-ci obtient la médaille d'argent en devançant d'un rien Eric Fagúndez, médaillé de bronze.

## Tableau des médailles
| Rang  | Nation            | Or | Argent | Bronze | Total |
| ----- | ----------------- | -- | ------ | ------ | ----- |
| 1     | Colombie          | 6  | 4      | 4      | 14    |
| 2     | Canada            | 5  | 1      | 1      | 7     |
| 3     | États-Unis        | 4  | 2      | 4      | 10    |
| 4     | Mexique           | 3  | 4      | 3      | 10    |
| 5     | Équateur          | 1  | 2      | 0      | 3     |
| 6     | Argentine         | 1  | 1      | 0      | 2     |
| 6     | Trinité-et-Tobago | 1  | 1      | 0      | 2     |
| 8     | Pérou             | 1  | 0      | 0      | 1     |
| 9     | Chili             | 0  | 4      | 3      | 7     |
| 10    | Cuba              | 0  | 1      | 0      | 1     |
| 10    | Suriname          | 0  | 1      | 0      | 1     |
| 12    | Brésil            | 0  | 0      | 3      | 3     |
| 13    | Bermudes          | 0  | 0      | 1      | 1     |
| 13    | Jamaïque          | 0  | 0      | 1      | 1     |
| 13    | Paraguay          | 0  | 0      | 1      | 1     |
| 13    | Venezuela         | 0  | 0      | 1      | 1     |
| 13    | Uruguay           | 0  | 0      | 1      | 1     |
| Total | Total             | 22 | 22     | 22     | 66    |

## Sources
- Site officiel